# Сендрінгем
Сендрінгем (англ. Sandringham) — містечко в Канаді, у провінції Ньюфаундленд і Лабрадор.

## Населення
За даними перепису 2016 року, містечко нараховувало 229 осіб, показавши скорочення на 16,4%, порівняно з 2011-м роком. Середня густина населення становила 23,9 осіб/км².
З офіційних мов обидвома одночасно володіли 5 жителів, тільки англійською — 225.
Працездатне населення становило 52,4% усього населення, рівень безробіття — 13,6% (20% серед чоловіків та 18,2% серед жінок). 90,9% осіб були найманими працівниками, а 9,1% — самозайнятими.

## Клімат
Середня річна температура становить 4,3°C, середня максимальна – 19°C, а середня мінімальна – -11,6°C. Середня річна кількість опадів – 1 169 мм.
| Клімат поселення                              | Клімат поселення | Клімат поселення | Клімат поселення | Клімат поселення | Клімат поселення | Клімат поселення | Клімат поселення | Клімат поселення | Клімат поселення | Клімат поселення | Клімат поселення | Клімат поселення | Клімат поселення |
| Показник                                      | Січ.             | Лют.             | Бер.             | Квіт.            | Трав.            | Черв.            | Лип.             | Серп.            | Вер.             | Жовт.            | Лист.            | Груд.            |                  |
| Середній максимум, °C                         | −1,06            | −1,51            | 2,14             | 6,92             | 11,45            | 16,06            | 18,93            | 18,98            | 14,98            | 10,00            | 5,20             | 0,08             |                  |
| Середня температура, °C                       | −6,14            | −6,56            | −2,94            | 1,85             | 6,39             | 10,97            | 15,59            | 15,65            | 11,64            | 6,68             | 1,86             | −3,26            |                  |
| Середній мінімум, °C                          | −11,19           | −11,64           | −8,01            | −3,23            | 1,32             | 5,90             | 12,26            | 12,33            | 8,32             | 3,34             | −1,47            | −6,59            |                  |
| Норма опадів, мм                              | 98               | 97               | 91               | 88               | 85               | 97               | 92               | 87               | 117              | 110              | 99               | 108              |                  |
| Середньомісячна швидкість вітру, м/с          | 5.72             | 5.54             | 5.54             | 5.37             | 4.96             | 4.78             | 4.52             | 4.62             | 5.03             | 5.37             | 5.54             | 5.72             |                  |
| Середньомісячна сонячна радіація, кДж/м²·день | 3872             | 6814             | 10644            | 14121            | 17078            | 18966            | 18860            | 15842            | 11736            | 6921             | 3984             | 2927             |                  |
| --------------------------------------------- | ---------------- | ---------------- | ---------------- | ---------------- | ---------------- | ---------------- | ---------------- | ---------------- | ---------------- | ---------------- | ---------------- | ---------------- | ---------------- |
| Джерело:                                      |                  |                  |                  |                  |                  |                  |                  |                  |                  |                  |                  |                  |                  |